# Eike Bram
Eike Bram, född 20 mars 1965 i Bremerhaven, är en tysk före detta handbollsmålvakt. Hon blev världsmästare med Tyskland 1993.

## Karriär
Elke Bram var en läng målvakt som mätte 1,80 m. Hon spelade för OSC Bremerhaven i början av sin karriär.  Inför säsongen 1984-1985 flyttade Bram till VfL Engelskirchen, där hon sedan spelade till 1989. I klubbhistoriken för målvakten följer sedan 1989-1993  Bayer 04 Leverkusen, där hon vann tyska cupen (DHB-cupen) 1990/1991. 1993 flyttade hon till Borussia Dortmund. Bram återvände till sedan Leverkusen efter nio år 2002. Hon avslutade karriären 2006. Hon spelade i många internationella cuper under sina år i Dortmund och Leverkusen.
Eike Bram representerade Tyskland vid tre olympiska spel: de olympiska sommarspelen 1984 i Los Angles, de olympiska sommarspelen 1992 i Barcelona och de olympiska spelen 1996 i Atalanta med en fjärdeplats som bästa resultat 1984 och 1992. Vid OS 1984 var hon bara ersättare och spelade ingen match.  Hon blev EM-silvermedaljör på hemmabana i Tyskland´då det var premiär för europamästerskapet i handboll för damer 1994. Hennes främsta merit blev segern vid VM 1993. Sammanlagt spelade hon 151 matcher för det tyska landslaget under sin landslagskarriär.